# L'incontro (film)
L'incontro (Encounter) è un film del 2021 diretto da Michael Pearce.
Film thriller drammatico con protagonisti Riz Ahmed, Octavia Spencer, Janina Gavankar, Rory Cochrane, Lucian-River Chauhan e Aditya Geddada.
È distribuito per lo streaming da Amazon Studios ed è disponibile su Prime Video dal 10 dicembre 2021.

## Trama
Malik Khan è un ex marine che deve salvare i propri figli da una minaccia aliena; intraprenderà così un viaggio che porterà padre e figli su percorsi imprevisti, alla scoperta di verità nascoste che costringeranno i ragazzi a lasciarsi alle spalle la loro infanzia.

## Accoglienza
Sul sito Rotten Tomatoes il film ha ottenuto il 56% di recensioni positive su un totale di 93 recensioni, con una valutazione media di 6,00/10.